# سیارک ۱۷۸۸۳
سیارک ۱۷۸۸۳ (به انگلیسی: 17883 Scobuchanan، نامگذاری:1999CP105) هفده هزار و هشتصد و هشتاد و سومین سیارک کشف شده‌است که در ۱۲ فوریه ۱۹۹۹ کشف شد.
قدر مطلق سیارک برابر ۱۴.۸ است.